# Зубко Геннадій Григорович
Генна́дій Григо́рович Зубко́ (нар. 27 вересня 1967, Миколаїв) — український політик.
З 2 грудня 2014 року Віце-прем'єр-міністр — Міністр регіонального розвитку, будівництва та житлово-комунального господарства в другому уряді Арсенія Яценюка. 14 квітня 2016 увійшов до складу нового уряду Володимира Гройсмана.

## Життєпис
Народився у м. Миколаїв (тоді УРСР, тепер Україна).

## Освіта
Закінчив Київський політехнічний інститут, спеціальність «Автоматизовані системи управління», інженер (1991); Київський інженерно-будівельний інститут. Курс «Інвестиційний та фінансовий менеджмент в будівельній індустрії» (2003); Північно-Західний університет, Іллінойс, Чикаго. Курс «Інноваційний менеджмент» (2006); Національний університет «Києво-Могилянська академія», Києво-Могилянська бізнес-школа, магістр бізнес-адміністрування (MBA) (2007); Національний університет «Києво-Могилянська академія», спеціальність «Менеджмент організацій», менеджер-економіст (2008).

## Кар'єра та політична діяльність
1986—1988 — строкова служба в Збройних Силах СРСР.
1988—1990 — інженер-програміст Житомирського обласного виробничо-технічного управління зв'язку.
1991—1992 — інженер-програміст МП «НИВА», м. Житомир.
1992—1994 — комерційний директор Виробничої фірми «СЕРГИЙ», м. Житомир.
1994—1997 — директор ТОВ «Маяк», м. Житомир.
1997—2002 — директор ТОВ «ТАНТАЛ», м. Житомир.
2001 — керівник проекту ВАТ «ЛИНОС» Лисичанський ЛПЗ.
2003—2007 — начальник управління по координації діяльності організацій по монтажу металевих конструкцій Державної корпорації «Укрмонтажспецстрой», м. Київ.
2002—2010 — заступник голови правління ВАТ «Житомирський завод огороджувальних конструкцій», м. Житомир.
2006—2010 — депутат Житомирської міської ради V скликання.
2010 — голова правління ПАТ «Житомирський завод огороджувальних конструкцій».
2010—2012 — голова фракції «Фронт Змін» у Житомирській обласній раді VI скликання. Комісія з питань бюджету і комунальної власності.
З 2010 року працює у складі президії Житомирської громадської організації «Рада керівників підприємств та підприємців міста Житомира».
З 12 грудня 2012 — народний депутат України від партії Всеукраїнське об'єднання «Батьківщина», обраний в одномандатному окрузі № 62. Перший заступник голови Комітету Верховної Ради України з питань будівництва, містобудування і житлово-комунального господарства та регіональної політики, член Лічильної комісії.
З травня 2012 року є керівником Житомирського регіонального виборчого штабу Об'єднаної опозиції ВО «Батьківщина».
З 27 травня до 10 червня 2014 тимчасово очолював Державне управління справами.
З 10 червня до 2 грудня 2014 — Перший заступник Глави Адміністрації Президента України.
З 2 грудня 2014 року Віце-прем'єр-міністр — Міністр регіонального розвитку, будівництва та житлово-комунального господарства.
З 14 квітня 2016 — Віце-прем'єр-міністр — Міністр регіонального розвитку, будівництва та житлово-комунального господарства України в уряді Гройсмана.

## Робота у Кабінеті Міністрів України
Очолював урядову комісію з розслідування теракту проти пасажирського літака рейсу МН17 і спеціальну комісії з розслідування причин аварії судна «Іволга». Він також опікувався питанням відновлення інфраструктури Сватового, постраждалого від пожежі складів ракетно-артилерійського озброєння, і створив експертну групу для оцінки збитків, нанесених внаслідок надзвичайної ситуації.
Брав активну участь у проведенні реформи децентралізації, яка передбачає зміни у галузях освіти, охорони здоров'я, соціальної політики, державного управління, органів місцевого самоврядування, розвитку міської інфраструктури, заходи з енергоефективності.
Очолював розробку проекту розпорядження «Про перерозподіл деяких видатків державного бюджету, передбачених Міністерству регіонального розвитку, будівництва та житлово-комунального господарства на 2015 рік». Ним передбачене спрямування 10,6 млн грн. на бюджетну програму доступного житла для населення.
24 листопада 2016 року віце-прем'єр-міністр України Геннадій Зубко підтримав точку зору міністра культури України Євгена Нищука в тому, що населення південних і східних регіонів України через нестачу «українських» генів не може приймати українську культуру як власну, а також відзначив штучне зменшення частки українців на Донбасі в роки радянської влади.

## Наукова діяльність
У 2009 році закінчив аспірантуру Українського НДІ «Проектстальконструкція ім. В. Шимановського», м. Київ.
У 2012 році захистив дисертацію на тему: «Організаційно-технічні заходи щодо підвищення ефективності реконструкції стадіонів» у Харківському національному університеті будівництва та архітектури на кафедрі технологій і будівельних конструкцій. Автор понад 10 наукових робіт. Кандидат технічних наук.

## Громадська позиція
- 2 липня 2018 приєднався до акції «Україна з тобою!» на підтримку ув'язненого у Росії українського режисера Олега Сенцова[6]

## Нагороди
- Орден Данила Галицького (10 вересня 2009) — за вагомий особистий внесок у соціально-економічний і культурний розвиток міста Житомира, багаторічну сумлінну працю та з нагоди 1125-річчя заснування міста[7]
- Медаль «За відзнаку у військовій службі» II ступеня (СРСР; Указ № 114, 28 серпня 1987 року).[джерело?]
- Медаль «70 років Збройних Сил СРСР» (Президія Верховної Ради СРСР; Указ № 84, 1988 року).[джерело?]

## Родина
Дружина: Людмила Миколаївна.
Діти: Сергій, Христина.

### Декларація
- Е-декларація [Архівовано 24 лютого 2019 у Wayback Machine.]